# Língua lobedu
Lobedu (ou Lovedu ou Selobedu) é uma língua Bantu, grupo Sotho da família Níger Congo. É considerada como um dialeto da Língua SeSotho do norte que existe somente como uma forma não escrita dessa língua. Quando escrita é comumente usada para ensino e alguma comunicação em comunidades “Balobedu”, como são conhecidos os falantes de Lobedu.
Lobedu é falada principalmente na área de Duiwelskloof, hoje chamada Modjadjiskloof, na província de Limpopo, antiga província Norte, no Transvaal, África do Sul e em partes de Botsuana.
A figura monárquica associada a esse grupo “Balobedu”, é a “Rainha” Modjadi, também conhecida como “Rainha Chuva”. Cumpre lembrar que a chuva é importantíssima na cultura de Botsuana, inclusive denominando a moeda do país, a “Pula”.